# Аспак-Мишельбак
Аспа́к-Мишельба́к (фр. Aspach-Michelbach) — вновь созданная коммуна на северо-востоке Франции в регионе Гранд-Эст (бывший Эльзас — Шампань — Арденны — Лотарингия), департамент Верхний Рейн, округ Тан — Гебвиллер, кантон Серне. Коммуна Аспак-Мишельбак создана слиянием и последующим упразднением коммун Аспак-ле-О и Мишельбак. Дата образования новой коммуны — 1 января 2016 года.
Площадь коммуны — 12,03 км², население — 1 826 человек (2012), почтовый индекс: 68700. Состав коммуны:
| Код INSEE | Коммуна    | Французское название | Площадь, км² | Население (2012) |
| --------- | ---------- | -------------------- | ------------ | ---------------- |
| 68012     | Аспак-ле-О | Aspach-le-Haut       | 8,69         | 1472             |
| 68206     | Мишельбак  | Michelbach           | 3,35         | 354              |